# Rik Battaglia

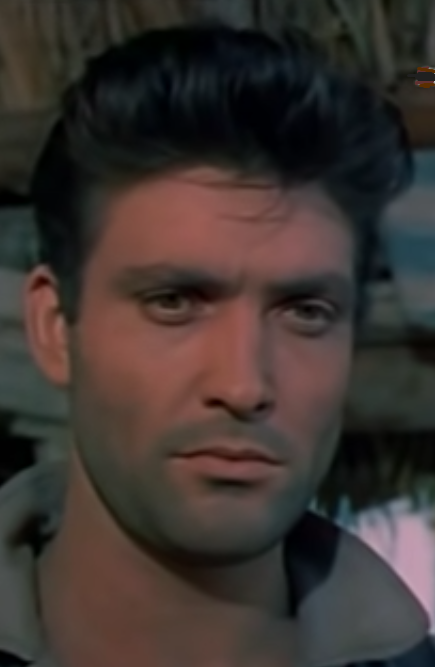
Rik Battaglia (1954)

Rik Battaglia (auch Rick Battaglia, eigentlich aber Caterino Bertaglia; * 18. Februar 1927 in Corbola, Provinz Rovigo; † 27. März 2015 ebenda) war ein italienischer Schauspieler.

## Leben
Seinen Vater hat Battaglia nie kennengelernt und seine Mutter nur selten gesehen. Er wuchs bei seiner Großmutter auf. Mit 17 Jahren war er als Matrose auf einem Frachtschiff zwischen Korfu und dem Schwarzen Meer unterwegs.
Battaglia, zuvor entdeckt von einem Talentsucher in einer Bar und von Sophia Lorens Ehemann Carlo Ponti sogleich engagiert, wurde bekannt, als er 1955 mit Sophia Loren in dem Film Die Frau vom Fluß (La Donna del fiume) spielte. Nach dem Erfolg des Films besuchte Battaglia zwei Jahre lang das Centro Sperimentale di Cinematografia und schloss es als Jahrgangsbester ab.
Eine Vielzahl von Kostüm- und Sandalenfilmen folgten, bis Battaglia 1964 im deutschen Karl-May-Film Der Schut die Titelfigur spielte. In sechs weiteren Karl-May-Filmen verkörperte Battaglia in der Folge den Schurken. Einzig in Winnetou und sein Freund Old Firehand (1966) war er der Darsteller einer rechtschaffenen Figur.
Auch in Deutschland hatte Battaglia in jenen Jahren eine Fangemeinde. Dies änderte sich jedoch schlagartig, als er durch seine Rolle als Rollins in Winnetou 3. Teil zu Winnetous Mörder wurde. Das Publikum behandelte ihn nur noch sehr zurückhaltend, und bei Auftritten auf deutschen Veranstaltungen wurde er sichtbar gemieden. Jahrelang wurde er daraufhin als „der Mann, der Winnetou erschoss“ angesprochen.
Nach den Karl-May-Filmen war Battaglia dann in vielen Italowestern zu sehen, so etwa in Auf die Knie, Django oder an der Seite seines ehemaligen Karl-May-Film-Kollegen Terence Hill 1975 in Nobody ist der Größte. Er blieb dem Genre bis zu dessen Ende treu und spielte in späten Klassikern wie Mannaja – Das Beil des Todes (1977).
1972 war er an der Seite von Orson Welles in Die Schatzinsel zu sehen. In diesen Jahren wurden seine Rollen zunehmend kleiner. In den 1980er Jahren sah man ihn in einigen der für den regionalen, neapolitanischen Markt gedrehten Melodramen mit Mario Merola oder Nino D’Angelo. Sein letzter Auftritt erfolgte für das deutsche Fernsehen: In einer Pumuckl-Episode spielte er 1999 den Küster.
1995 wurde Battaglia für seine Verdienste für die Karl-May-Filmserie mit dem Scharlih ausgezeichnet, der ältesten Auszeichnung, die mit Karl May verbunden ist. Er starb am 27. März 2015, knapp zwei Monate vor Winnetou-Darsteller Pierre Brice, in seinem Heimatort Corbola im Alter von 88 Jahren.

## Filmografie (Auswahl)
- 1954: Die Frau vom Fluß (La donna del fiume) – Regie: Mario Soldati
- 1956: Saragossa (Orlando e i Paladini di Francia) – Regie: Pietro Francisci
- 1956: Das Reismädchen (La risaia) – Regie: Raffaello Matarazzo
- 1957: Die Verlobten des Todes (I fidanzati della morte)
- 1957: Liane, die weiße Sklavin
- 1958: Nackt wie Gott sie schuf (Nudi come Dio li creò)
- 1958: Sturm über Eden (Raw Wind in Eden) – Regie: Richard Wilson
- 1958: Clorinda, die Sarazenin (La Gerusalemme liberata) – Regie: Carlo Ludovico Bragaglia
- 1959: Der Gefangene der Sarazenen (I Reali di Francia) – Regie: Mario Costa
- 1959: Hannibal (Annibale)
- 1959: Wolgaschiffer (I battellieri del Volga)
- 1960: Schlacht um Babylon (Il conquistatore dell’Oriente) – Regie: Tanio Boccia
- 1960: Das Schwert von Persien (Ester e il re)
- 1960: Theseus, Held von Hellas (Teseo contro il Minotauro)
- 1962: Julius Caesar, der Tyrann von Rom (Giulio Cesare, il conquistatore delle Gallie) – Regie: Tanio Boccia
- 1962: Cleopatra, die nackte Königin vom Nil (Una regina per Cesare) – Regie: Viktor Tourjansky
- 1962: Sodom und Gomorrha (Sodoma e Gomorra)
- 1963: Der Löwe von San Marco (Il leone di San Marco)
- 1963: Sandokan (Sandokan, la tigre di Mompracem) – Regie: Umberto Lenzi
- 1964:  Der Schut
- 1964: Old Shatterhand
- 1964: Freddy und das Lied der Prärie
- 1965: Der Schatz der Azteken
- 1965: Die Pyramide des Sonnengottes
- 1965: Amanti d’oltretomba – Regie: Mario Caiano
- 1965: Der Abenteurer von Tortuga (L’avventuriero della tortuga) – Regie: Luigi Capuano
- 1965: Winnetou 3. Teil
- 1965: Das Vermächtnis des Inka
- 1966: Winnetou und sein Freund Old Firehand
- 1967: Feuer frei auf Frankie
- 1968: Auf die Knie, Django (Black Jack)
- 1968: Im Staub der Sonne (Spara, gringo, spara)
- 1968: Radhapura – Endstation der Verdammten
- 1968: Seine Winchester pfeift das Lied vom Tod (I lunghi giorni dell’odio)
- 1968: Winnetou und Shatterhand im Tal der Toten
- 1969: Heiß über Afrikas Erde (Battaglia del deserto) – Regie: Mino Loy
- 1970: L’oro dei bravados
- 1970: Ehi amigo, sei morto!
- 1971: Todesmelodie (Giù la testa)
- 1972: Djangos blutige Spur (La lunga cavalcata della vendetta)
- 1972: Die Schatzinsel (Treasure Island)
- 1972: Ruf der Wildnis (The Call of the Wild)
- 1973: Herrscher einer versunkenen Welt (La isla misteriosa) – Regie: Juan Antonio Bardem, Henri Colpi
- 1973: Jack London: Wolfsblut (Zanna Bianca)
- 1974: Ein Unbekannter rechnet ab (And Then There Were None) – Regie: Peter Collinson
- 1975: Die Höllenfahrt (Il lupo dei mari) – Regie: Giuseppe Vari
- 1975: Nobody ist der Größte (Un genio, due compari, un pollo)
- 1976: Nina – Nur eine Frage der Zeit (A Matter of Time)
- 1977: Der eiserne Präfekt (Il prefetto di ferro) – Regie: Pasquale Squitieri
- 1977: Mannaja – Das Beil des Todes (Mannaja)
- 1977: Die Nonne und das Biest (Suor Emanuelle)
- 1977: Yellow Emanuelle (Il mondo dei sensi di Emy Wong)
- 1978: Die große Offensive (Il grande attacco)
- 1979: Der große Kampf des Syndikats (I contrabbandieri di Santa Lucia) – Regie: Alfonso Brescia
- 1980: Zappatore – Regie: Alfonso Brescia
- 1982: Der Bomber (Bomber)
- 1983: Die verzauberte Leinwand (La vela incantata) – Regie: Gianfranco Mingozzi
- 1985: Amazonia – Kopfjagd im Regenwald (Schiave bianche – Violenza profonda)
- 1985: Der Denunziant (Il pentito) – Regie: Pasquale Squitieri
- 1986: Die Klugscheißer (Asilo di polizia)
- 1988: Don Bosco – Regie: Leandro Castellani
- 1989: Diva Futura (Diva Futura – L’avventura dell’amore) – Regie: Ilona Staller
- 1991: Bucks größtes Abenteuer (Buck ai confini del cielo)
- 2007: Winnetou darf nicht sterben (Dokumentarfilm)